# Músculo gêmeo superior
O músculo gêmeo superior é um músculo da região glútea.
Os músculos gêmeos superior e inferior situam-se um acima e outro abaixo do tendão do músculo obturador interno. Ambos contribuem para a rotação lateral do quadril e estabilização da cabeça do fêmur na cavidade acetabular.